# Everything Everything
Everything Everything là một ban nhạc art rock người Anh thành lập vào cuối năm 2007. Các thành viên đến từ Northumberland, Kent, Guernsey và hiện đang sống ở Manchester.
Ban nhạc hiện đã phát hành ba album phòng thu tới nay – Man Alive (2010), Arc (2012) và Get To Heaven (2015). Họ được đề cử ba lần cho giải thưởng Ivor Novello Award.

## Đĩa nhạc

### Album phòng thu
| Man Alive                                                 | - Phát hành: 27 tháng 8 năm 2010 - Hãng đĩa: Geffen - Định dạng: CD, tải kỹ thuật số, vinyl   | 17 | —  |
| Arc                                                       | - Phát hành: 14 tháng 1 năm 2013 - Hãng đĩa: Sony RCA - Định dạng: CD, vinyl, tải kỹ thuật số | 5  | 37 |
| Get to Heaven                                             | - Phát hành: 22 tháng 6 năm 2015 - Hãng đĩa: Sony RCA - Định dạng: CD, vinyl, tải kỹ thuật số | 7  | 45 |
| "—" denotes album that did not chart or was not released. |                                                                                               |    |    |

### EP
| Tiêu đề      | Chi tiết                                                                                              |
| ------------ | --- |
| Schoolin'    | - Phát hành: 7 tháng 7 năm 2010 - Hãng đĩa: Vinyl Junkie Recordings - Định dạng: CD, tải kỹ thuật số  |
| My Kz, Ur Bf | - Phát hành: 16 tháng 4 năm 2011 - Hãng đĩa: Vinyl Junkie Recordings - Định dạng: CD, tải kỹ thuật số |

### Đĩa đơn
| "Suffragette Suffragette"                                  | 2008 | —   | Man Alive     |
| "Photoshop Handsome"                                       | 2009 | 129 | Man Alive     |
| "My Kz, Ur Bf"                                             | 2009 | 121 | Man Alive     |
| "Schoolin'"                                                | 2010 | 152 | Man Alive     |
| "Cough Cough"                                              | 2012 | 37  | Arc           |
| "Kemosabe"                                                 | 2013 | 48  | Arc           |
| "Duet"                                                     | 2013 | —   | Arc           |
| "Don't Try"                                                | 2013 | —   | Arc           |
| "Distant Past"                                             | 2015 | 88  | Get to Heaven |
| "Regret"                                                   | 2015 | —   | Get to Heaven |
| "—" denotes single that did not chart or was not released. |      |     |               |

## Video âm nhạc
| Tiêu đề                            | Năm  | Đạo diễn       |
| ---------------------------------- | ---- | -------------- |
| "Suffragette Suffragette"          | 2008 | Jonathan Higgs |
| "Photoshop Handsome"               | 2009 | Jonathan Higgs |
| "MY KZ, UR BF"                     | 2009 | Jonathan Higgs |
| "Schoolin'"                        | 2010 | Nicos Livesey  |
| "MY KZ, UR BF" (version two)       | 2010 | One in Three   |
| "Photoshop Handsome" (version two) | 2010 | Jonathan Higgs |
| "Final Form"                       | 2011 | Jonathan Higgs |
| "Cough Cough"                      | 2012 | Jonathan Higgs |
| "Kemosabe"                         | 2012 | Jonathan Higgs |
| "Duet"                             | 2013 | Jonathan Higgs |
| "Don't Try"                        | 2013 | Jonathan Higgs |
| "Distant Past"                     | 2015 | Jonathan Higgs |

## Thành viên
| Current members - Jonathan Higgs – hát chính, keyboard, laptop, rhythm guitar (2007–nay) - Jeremy Pritchard – bass, keyboard, hát nền(2007–nay) - Michael Spearman – trống, hát nền (2007–nay) - Alex Robertshaw – lead guitar, keyboard, hát nền (2009–nay) | Thành viên cũ - Alex Niven – lead guitar, hát nền (2007–2009) Thành viên lưu diễn - Peter Sené – keyboard (2012–nay) |